# Río Palora
Der Río Palora (im Oberlauf Quebrada Palangana, Río Verde, Río El Escuadron) ist ein 92 km langer rechter Nebenfluss des Río Pastaza im Norden der Provinz Morona Santiago in Ecuador.

## Flusslauf
Das Quellgebiet des Río Palora befindet sich in der Cordillera Real 5 km südsüdöstlich des Vulkans El Altar auf einer Höhe von etwa 4100 m. Der Río Palora fließt anfangs 3 km nach Westen zum Bergsee Laguna Verde. Anschließend fließt er 10 km nach Süden, bevor er auf seiner restlichen Fließstrecke nach Osten dreht. Bei Flusskilometer 67 trifft der Río Collanes Grande von Norden kommend auf den Río Palora. Der bedeutendste Nebenfluss, der Río Sangay, mündet bei Flusskilometer 38 rechtsseitig in den Río Palora. Dieser durchfließt im Anschluss das Hügelland am Fuße der Anden und mündet schließlich 7,5 km nordwestlich von Palora in den Río Pastaza. Im Unterlauf stellt der Río Palora einen verflochtenen Fluss dar und bildet mehrere Flussarme innerhalb eines breiten Kiesbetts.

## Einzugsgebiet
Das Einzugsgebiet des Río Palora erstreckt sich über den Osthang der Cordillera Real und reicht vom Vulkan El Altar im Norden bis zum Vulkan Sangay im Süden. Es umfasst eine Fläche von etwa 1425 km². Im Westen grenzt das Einzugsgebiet an das des Río Chambo, im Süden an das des Río Upano sowie im Norden an das des Río Llushin. Oberhalb der Einmündung des Río Sangay befindet sich das Einzugsgebiet innerhalb des Nationalparks Sangay.